# Luna Safari
Luna Safari（るなさふぁり ）は、中国の作曲家・アレンジャー・歌手。上海出身。月面旅行レコーズとkarent Tに所属。

## 人物
karent Tに抜擢されている中国のボカロクリエイターである。歌手のほかアレンジャーとしての活動もしている

## 作品

### シングル
- 2012/08/06　STARLiT－心の居場所－ (シングル　karent T)
- 2013/08/23  遠恋 (シングル　karent T)

### アルバム
- 2011/11/20  Eintal (アルバム　月面旅行レコーズ)
- 2012/02/08　Plankton (アルバム　karent T)

### 参加作品
- 2012/04/28  古川本舗リスペクトアルバム "Through the Lyrical-Glass" 「envy. -oriental beauty remix-」リミックスで参加[1]